# Gioco di ruolo

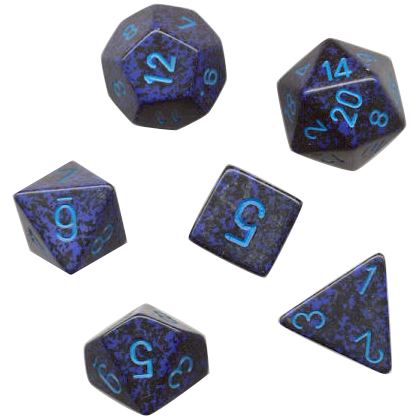
Dadi multifacce, tipicamente usati nei giochi di ruolo

Un gioco di ruolo, abbreviato spesso in GDR o RPG (dall'inglese role-playing game), è un gioco dove i giocatori assumono il ruolo di uno o più personaggi e tramite la conversazione e lo scambio dialettico creano uno spazio immaginato, dove avvengono fatti ed eventi fittizi, in un'ambientazione narrativa che può ispirarsi a un romanzo, a un film o a un'altra fonte creativa, storica, realistica o di pura invenzione. Le regole di un gioco di ruolo indicano come, quando e in che misura ciascun giocatore può influenzare lo spazio immaginato.

## Descrizione
Generalmente, nei giochi di stampo tradizionale, un giocatore detto game master (o "dungeon master", "custode", "narratore", "maestro di cerimonie", ecc.) conduce la seduta di gioco, crea l'ambientazione e prepara un canovaccio della storia. Propone ai giocatori le situazioni in cui si trovano i loro personaggi, chiede loro cosa intendono fare. I giocatori dichiarano le azioni che compiono i loro personaggi, descrivendole o recitandole.
Il dungeon master mostra quindi il risultato di queste azioni, in coerenza con l'ambientazione e le regole del gioco.. Ogni personaggio è caratterizzato da svariate caratteristiche, diverse in base al gioco e misurate tramite punteggi, che descrivono le capacità fisiche, mentali e sociali del personaggio. 
Alcuni dei più famosi, tra cui -ma non solo- D&D, Pathfinder e Symbaroum implementano un sistema "di secondo livello", in cui vengono definiti capacità più specifiche il cui punteggio è "assemblato" unendo il punteggio della Caratteristica che ne è alla base, più un bonus ulteriore dato dalla scelta del giocatore di specializzarsi in un particolare ambito. Questa costruzione ha lo scopo di garantire variabilitá: ad esempio due personaggi dotati di grande intelligenza possono essere diversificati assegnando ad uno dei punti nell'Abilità "Storia" e all' altro nell'Abilita "Tecnologia", dando così vita a due individui dei quali uno è uno studioso e uno è un abile artigiano o scienziato. 
Allo stesso modo due combattenti dotati di grande forza possono specializzarsi nell'uso di una particolare arma o di una particolare azione.
A seconda del gioco i due "strati" (quello delle caratteristiche e quello delle abilità) variano per numero e per tipologia dei loro elementi, pertanto questo è solo un esempio tra i moltissimi possibili. 
Numerosi altri giochi invece non implementano questo sistema "stratificato" nella costruzione di un personaggio, e si focalizzano su aspetti più psicologici, o semplicemente non operano una "regolificazione" così netta, concentrandosi maggiormente sull'interpretazione data dal giocatore.
In ogni caso, un tratto comune ad ogni gioco di ruolo è che le azioni intraprese dai giocatori riescono o falliscono secondo un sistema di regole formali e di linee guida che varia dal tiro di un dado, a un risultato fisso dato dalla sola caratteristica, a un sistema di "spesa" di un set finito di punti.
Il termine gioco di ruolo è spesso utilizzato indistintamente per descrivere quattro tipologie di giochi, che si differenziano principalmente per il mezzo utilizzato per la loro gestione:
- Giochi di ruolo da tavolo, cartaceo, o giochi di ruolo con carta e penna, attorno al quale si riunisce un gruppo di persone avvalendosi di supporti quali carta, matite, dadi ed eventualmente miniature.
- Giochi di ruolo dal vivo (a volte abbreviato con gli acronimi GRV o LARP, dall'inglese Live Action Role-playing), derivati da quelli da tavolo, hanno un approccio più recitativo e impegnano in sessioni live (dal vivo) giocatori in costume: a differenza della versione da tavolo, i giochi di ruolo dal vivo si svolgono in ambienti ampi, appositamente preparati. Durante il gioco vengono a volte utilizzate repliche di armi e coreografie marziali, a seconda del genere.
- Giochi di ruolo online, la versione a distanza dei giochi da tavolo, dove i giocatori usano mezzi come chat e email per comunicare e costruire la storia.
- Videogiochi di ruolo (a volte abbreviato in CRPG, dall'inglese Computer Role-playing game), anch'essi derivati in origine dai giochi di ruolo da tavolo e basati su concetti abbastanza simili, giocati da uno o più giocatori, in quest'ultimo caso tipicamente connessi attraverso Internet. Dei videogiochi di ruolo fanno parte i MMORPG (Massively Multiplayer Online Role-Playing Game), videogiochi di ruolo online dove il personaggio creato dal giocatore interagisce con molti altri partecipanti e si sviluppa in un mondo virtuale permanente gestito su Internet.

### Svolgimento del gioco

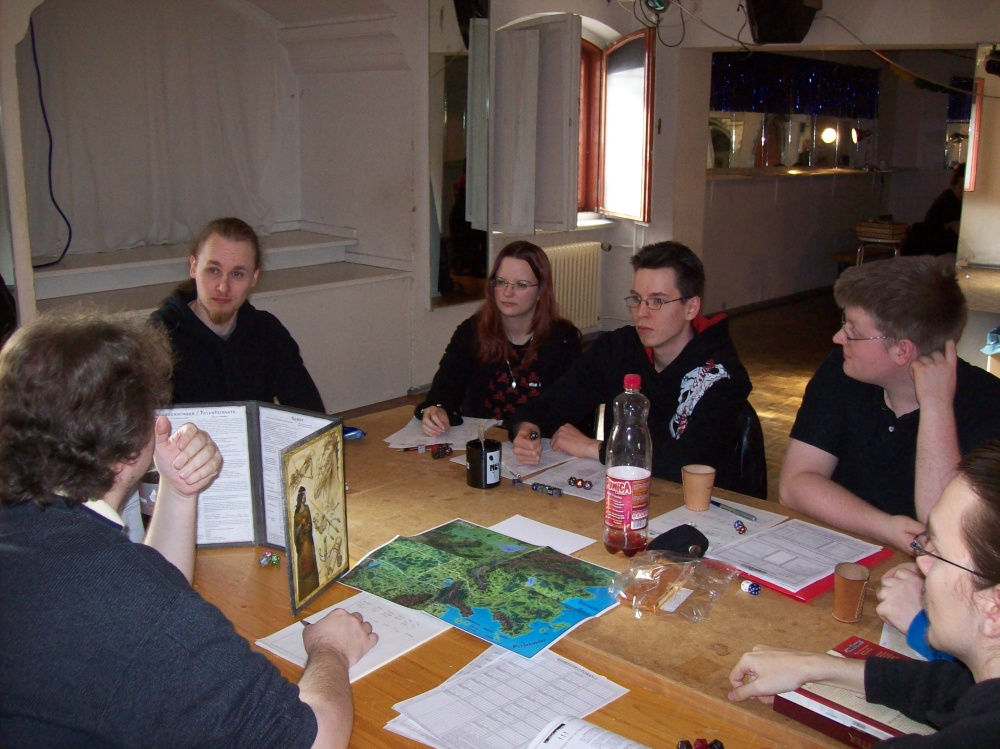
Giocatori di ruolo alla Convention Burg-Con, Berlino 2009

Vera innovazione del gioco di ruolo è l'inserimento dell'immaginario come "campo di azione". Tutta la sessione si svolge nell'immaginario, ovvero nella mente di ognuno dei giocatori. Essi sono burattinai che, tramite la descrizione, manovrano i propri personaggi con i limiti e le abilità dettate dalla scheda del personaggio e dal regolamento usato. Dadi, schede e un'eventuale mappa sono generalmente gli unici strumenti fisici presenti sul tavolo di gioco.
La maggior parte dei giochi di ruolo seguono lo schema fissato dal primo di essi pubblicato, Dungeons & Dragons. Il gioco è solitamente condotto come un piccolo ritrovo sociale. Uno di essi detto il master (da "Dungeon Master", o anche custode, narratore, DM ecc.), che si può definire come il narratore e l'arbitro della partita, acquista o prepara un insieme di regole e un'ambientazione immaginaria in cui i giocatori interpretano i ruoli dei personaggi giocanti (PG). Questa ambientazione include sfide che i personaggi devono superare mediante il gioco, come trappole da evitare o avversari da sconfiggere. Generalmente i dettagli completi dell'ambientazione sono tenuti segreti, ma la descrizione generale viene data ai giocatori. Il gioco può essere completato in una sessione di poche ore o nell'arco di molte sessioni, secondo la profondità e la complessità dell'ambientazione.
Ogni giocatore crea il personaggio che interpreterà nel gioco. Oltre a definirne il carattere e la storia passata, assegna valori numerici alle caratteristiche personaggio. Questi saranno usati successivamente per determinare il risultato degli eventi in gioco. Nel complesso queste note descrivono il personaggio e il suo posto nell'ambientazione del gioco. Solitamente questi dati sono descritti in una scheda del personaggio nella quale sono elencate le varie informazioni necessarie al master e agli altri giocatori per comprendere e conoscere quel determinato personaggio. Oltre alla storia, ai dati numerici, e alle caratteristiche, all'interno della scheda, possono essere inseriti l'equipaggiamento e altri possedimenti del personaggio, i suoi rapporti con altri personaggi, lo stato di salute, i rapporti con organizzazioni, come l'appartenenza a una gilda o a una corporazione, i punti esperienza accumulati ecc.
Con il progredire della campagna i personaggi si evolvono, in genere migliorando le proprie abilità. Questa evoluzione è tipicamente misurata in punti esperienza, accumulati in modalità differente in base ai diversi regolamenti. Ad esempio in alcuni sono assegnati dal master, dopo che il personaggio ha dimostrato delle determinate capacità in specifici incarichi che gli sono richiesti; in altri si accumulano semplicemente giocando. Il master gestisce i personaggi secondari di complemento, i nemici e gli antagonisti, le creature fantastiche, tutti classificati sotto il nome di personaggi non giocanti (PNG), nonché delle forze naturali e sovrannaturali dell'ambientazione, come il tempo atmosferico, le forze politiche o le divinità. Normalmente i personaggi interpretati dai giocatori formano un gruppo (o raramente in più gruppi), con una certa missione collettiva da completare (trama principale).
Il master inizia il gioco introducendo l'ambientazione e descrivendola ai giocatori, questi descrivono le azioni dei loro personaggi e il primo risponde descrivendo il risultato di queste azioni. Questi risultati possono essere determinati dall'ambientazione e dal buon senso del master, da un valore di successo casuale, o da una combinazione di tutto questo. La maggior parte delle azioni sono lineari e hanno immediatamente successo: per esempio, se un giocatore afferma che il suo personaggio esamina una stanza, il master descriverà la stanza, se vuole che il suo personaggio esca dalla stanza, il master gli descriverà quello che si trova fuori dalla stanza.

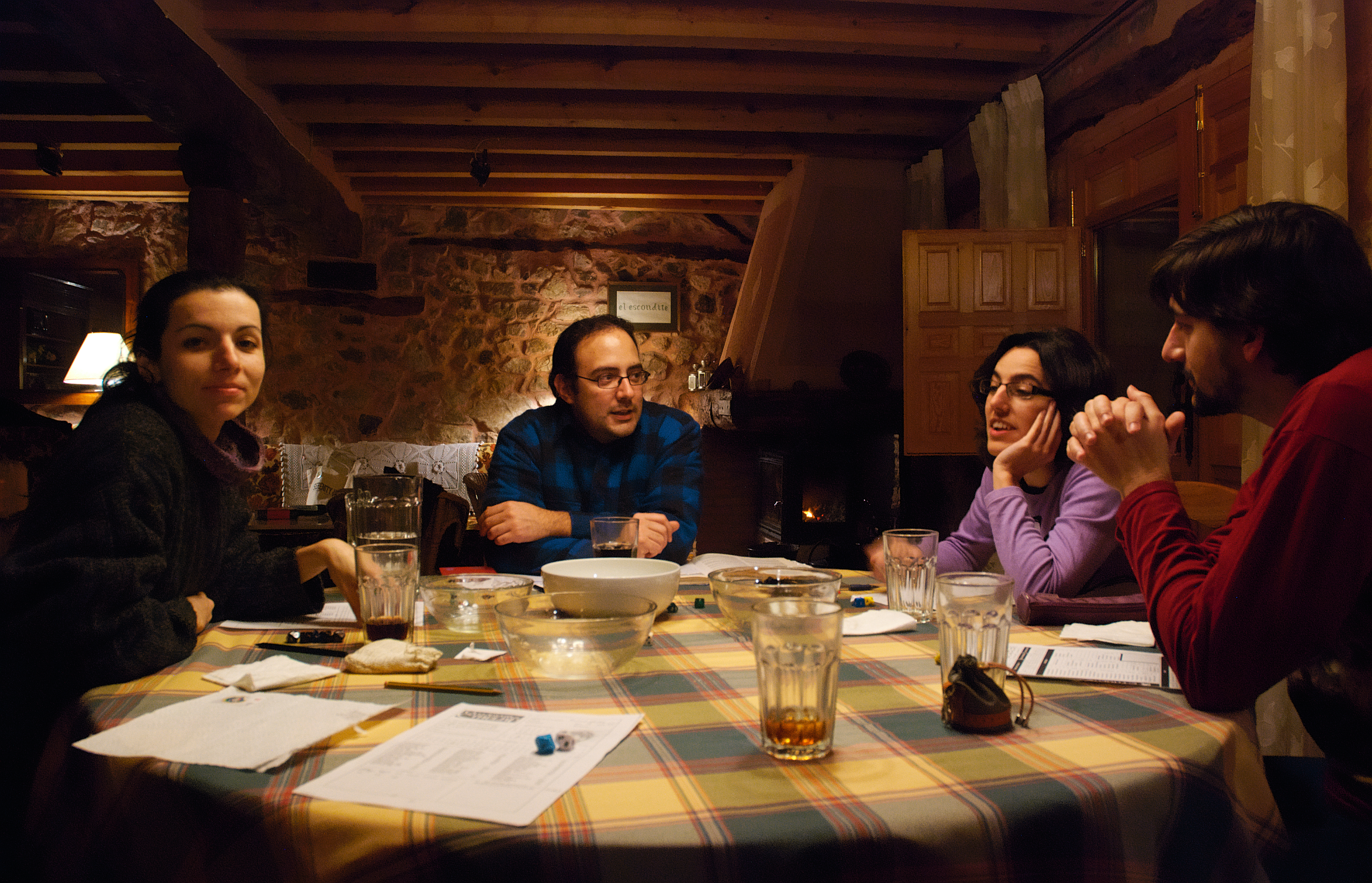
Sessione di gioco di ruolo in una stanza privata

Il risultato di alcune azioni viene invece determinato dalle regole del gioco. Per esempio mentre esamina una stanza un giocatore può notare o meno, secondo la sua capacità percettiva, un oggetto importante, come una porta segreta. Questo di solito viene risolto tirando dei dadi e confrontando il risultato ottenuto con gli attributi del personaggio, secondo le regole del gioco, per determinare se l'azione ha avuto successo o meno. Il combattimento viene risolto in una maniera similare, secondo le capacità di combattimento del personaggio e i suoi attributi fisici. Esistono sistemi alternativi per generare risultati casuali, come i dadi non numerici di Fudge, le carte da gioco in Deadlands o anche una torre di Jenga, o che non usano del tutto alcun metodo casuale, come per esempio Amber Diceless Role-Playing o Nobilis (cosiddetti giochi di ruolo diceless).
Generalmente, grazie all'esperienza accumulata nel corso delle partite, i giocatori possono migliorare le abilità dei loro personaggi. L'entità del miglioramento, gli attributi migliorabili e le meccaniche usate per migliorarli variano a seconda del sistema di gioco. In alcuni casi alcune abilità possono anche peggiorare, come per esempio previsto con il meccanismo della sanità mentale in Il richiamo di Cthulhu.
Un gioco può durare un tempo indefinito, da una singola sessione (completata in poche ore) a una serie di sessioni di gioco ripetute che possono durare per anni, con un cast di personaggi e giocatori che si evolve nel tempo. Il gioco è spesso episodico e incentrato su una missione, con una serie di sfide che culminano in un problema o nemico finale da sconfiggere. Sessioni multiple giocate con gli stessi personaggi possono essere correlate l'un l'altra in un arco narrativo di sfide sempre più impegnative. L'esatto tono, struttura, cadenza narrativa e termine (se c'è) variano da gioco a gioco, secondo i bisogni e le preferenze dei giocatori.
La riuscita del gioco dipende in larga parte dalla bravura del master e dalle capacità interpretative dei giocatori. Il ruolo del master richiede la flessibilità e la capacità di improvvisazione necessarie a integrare il proprio canovaccio per l'avventura con le idee, le azioni e le interpretazioni dei giocatori senza che questi ultimi si trovino "costretti" a seguire passo passo la trama delineata dal master. Come in tutti i giochi conta molto l'affiatamento che si crea nel gruppo.

## Storia

### Origine del termine
Il termine role playing venne usato per la prima volta dallo psicologo Jacob Levi Moreno, che coniò l'espressione Role Play nel 1934. Dopo aver sperimentato nel 1921 il "teatro della spontaneità", nel 1930 il dottor Moreno emigrò negli Stati Uniti dove mise a punto la "tecnica dello psicodramma", ancora oggi utilizzata in psicoterapia: con l'aiuto di alcuni assistenti, il paziente recita un avvenimento del suo passato per lui conflittuale ove vi sia un antagonista, dopodiché i ruoli si invertono, affinché il paziente si trovi a recitare la parte del proprio antagonista e possa così capire ciò che il suo antagonista aveva provato in quel momento.
Tuttavia questa prima accezione del termine non ha alcuna relazione con il gioco di ruolo inteso come attività ludica, che discende invece dai wargame: simulazioni di guerra effettuate tramite l'utilizzo di miniature o pedine. All'inizio degli anni settanta i wargame si combinarono con le prime tradizioni di giochi di ruolo, per poi successivamente dare vita alle moderne versioni.

### Prime forme di gioco di ruolo
Rappresentazioni interattive e improvvisate hanno incluso elementi di gioco, molto tempo prima che questi venissero inventati formalmente, il "facciamo finta che" dei bambini, è, nella sua essenza, un gioco di ruolo molto semplice.
Nell'Europa del sedicesimo secolo gruppi di attori eseguivano una forma di teatro detto Commedia dell'arte, la trama era descritta in termini generali da un canovaccio, ma i dialoghi e le azioni erano improvvisate. Alla fine del diciannovesimo e ventesimo secolo comparvero molti giochi di società come Jury Box Ci sono alcune indicazioni che giochi tipo Killer siano stati giocati a New York all'inizio degli anni venti. Una semplice versione in cui l'assassinio veniva eseguito dicendo "You're dead" ("Sei morto") è menzionato in Harpo Speaks!, l'autobiografia di Harpo Marx, nella sezione dedicata agli anni venti.
Negli anni sessanta i gruppi di rievocazione storica diedero origine a giochi di "storia creativa", probabilmente originati con la fondazione della Society for Creative Anachronism a Berkeley il 1º maggio 1966. Un gruppo simile, la Markland Medieval Mercenary Militia, iniziò a tenere eventi presso la University of Maryland in 1969. Questi gruppi erano principalmente dedicati a ricreare accuratamente la storia e cultura medievale, comunque con leggere elementi fantasy e furono probabilmente influenzati dalle rievocazioni storiche.
Le radici della SCA possono essere fatte risalire al party di laurea in studi medievali di Diana Paxson, il 1º maggio 1966. Il party iniziò con un "Grand Tournament" nel quale i partecipanti indossarono elmetti da motociclista, maschere da scherma e una qualche somiglianza di qualche costume e si colpivano con armi in legno compensato, mazze imbottite e anche fioretti da scherma. Terminarono con una parata lungo Telegraph Avenue cantando Greensleeves. Venne definita come una "protesta contro il ventesimo secolo". Il calendario interno della SCA parte dalla data di questo party, il nome "Society for Creative Anachronism" venne ideato da una delle prime partecipanti, la scrittrice di fantascienza Marion Zimmer Bradley, quando al nascente gruppo occorse darsi un nome ufficiale per riservare un parco per il torneo.

### Wargame

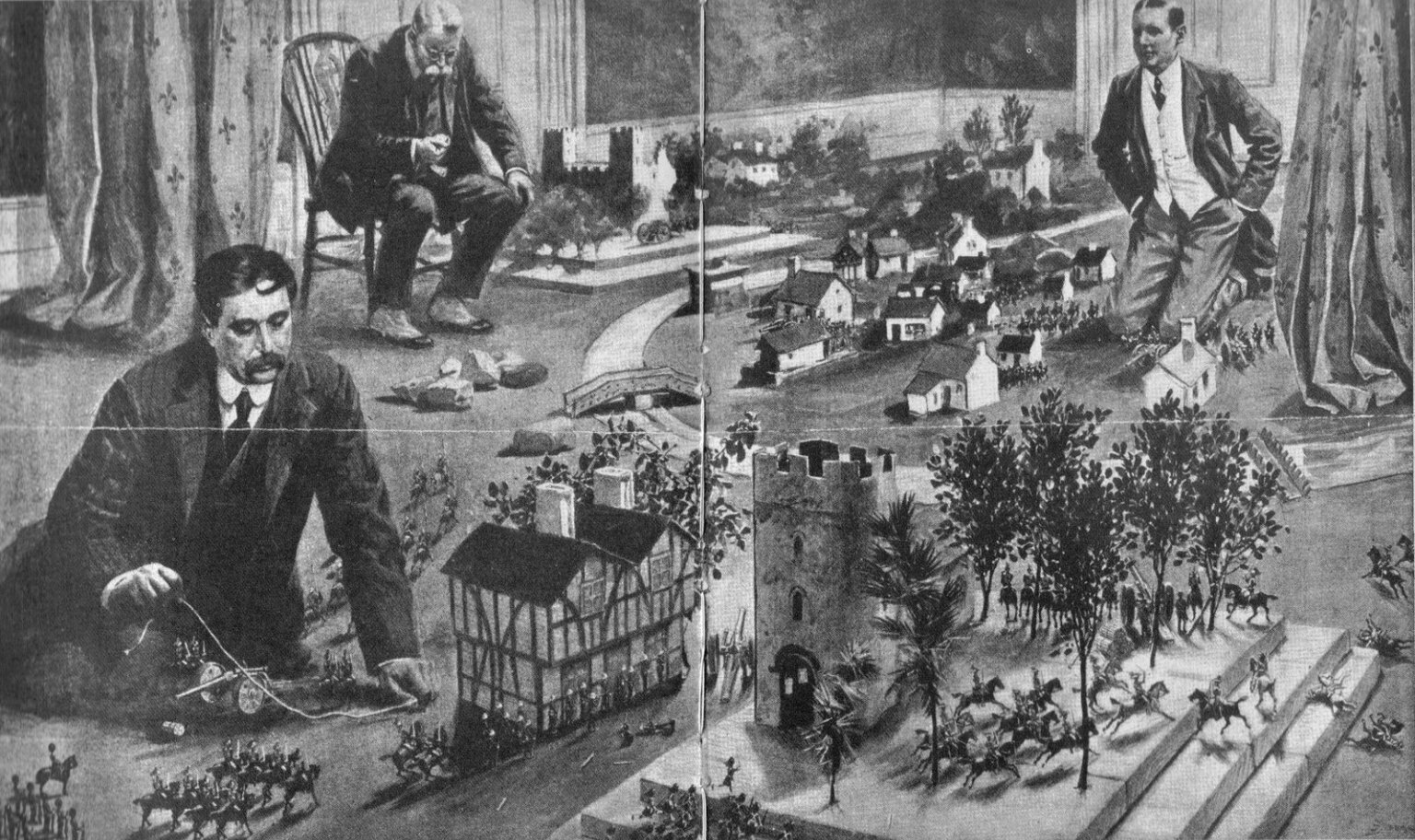
H.G. Wells mentre gioca a un wargame. Pubblicato sull'Illustrated London News (25 gennaio 1913)

Una prima forma di wargame comparve alla fine del diciottesimo secolo, con un gioco inventato nel 1780 da Johann Christian Ludwig Hellwig, "mastro dei paggi" (Pagenhofmeister) all'accademia militare di Braunschweig. Questo era composto da una mappa di 1666 caselle codificate secondo vari tipi di terreno, pezzi da gioco che rappresentavano ognuno un gruppo di soldati (fanteria, cavalleria, ecc) e regole per il movimento e il combattimento. Georg Vinturius ampliò le regole nel 1795 e sostituì la mappa quadrettata con una mappa del confine franco belga nel 1798.
Nel 1811 il barone von Reisswitz iniziò a sviluppare un wargame che usava una specifica scala e una tavola di sabbia invece di una griglia. Nel 1824, il figlio Georg Heinrich Rudolf Johan von Reiswitz, sviluppò una propria versione del gioco del padre, che chiamò Anleitung zur Darstelling militarische manuver mit dem apparat des Kriegsspiels ("Istruzioni per la rappresentazione di manovre tattiche mediante un wargame"). La nuova versione aveva diverse innovazioni, come l'uso di mappe topografiche reali per rappresentare il campo di battaglia e regole rigide che quantificavano specificatamente gli effetti del combattimento. Pubblicato con patronaggio del principe Guglielmo, futuro imperatore Guglielmo I di Germania, il regolamento, completo di tavola da gioco e pedine, venne distribuito ad ogni reggimento, ma molti ufficiali comunque ne contestavano l'accuratezza dei risultati. Ma nel 1837 von Moltke, che da luogotenente era stato impressionato dal regolamento, divenne capo dello stato maggiore a staff sostenne l'uso dei wargame per l'addestramento e fece adottare un nuovo regolamento sviluppato dal colonnello Julius Friedrich Wilhelm von Verdy du Vernois. Per la decisione dei risultati il nuovo regolamento usava un arbitro neutrale, che determinava i risultati in base alla situazione e alla sua esperienza di combattimento, eliminando quasi tutti i tiri di dado. Successivamente ai risultati della guerra franco-prussiana del 1870, gli eserciti di altre nazioni iniziarono a interessarsi ai wargame per l'addestramento e cominciarono a sviluppare propri regolamenti e tutt'oggi sono ancora una parte importante dell'addestramento militare.
Il wargame divenne anche un'attività hobbistica. H.G. Wells pubblicò il primo regolamento di wargame ludico Piccole guerre (Little Wars) nel 1913. Wells, che era un pacifista, pensava che con il wargame fosse un rimedio omeopatico per gli strategisti, che potevano sperimentare il brivido della battaglia reale, senza le sue tragiche conseguenze. Il regolamento di Wells era un wargame tridimensionale, giocato con miniature di soldatini e cannoni giocattolo a molla che tiravano piccoli proiettili. Le unità venivano eliminate se colpite dal proiettile di un cannone. Emerse un mercato di nicchia per adulti che ricreavano battaglie militari dall'epoca napoleonica in avanti. Sebbene ogni singolo segnalino o pedina rappresentasse tipicamente una squadra di soldati, esistevano alcuni giochi di livello "schermaglia" (uomo contro uomo) in cui ogni figura rappresentava un singolo soldato.
Il gioco da tavolo Diplomacy, di Allan B. Calhamer nel 1954 e pubblicato nel 1959, rese l'interazione sociale e le abilità di relazione interpersonali parte del gioco. Una variante dal vivo di Diplomacy intitolata Slobbovia venne usata per lo sviluppo dei personaggi, piuttosto che per il conflitto.
Alla fine degli anni sessanta gli elementi fantasy usati nei wargames erano in costante aumento. Il linguista M. A. R. Barker iniziò a usare delle sessioni simil-wargame per lo sviluppo della sua creazione Tékumel. Negli anni settanta la New England Wargamers Association presentò, alla convention della Military Figure Collectors Association, un wargame fantasy intitolato Middle Earth. Lo scrittore fantasy Greg Stafford creò il wargame da tavolo White Bear and Red Moon per esplorare i conflitti nel suo mondo fantasy Glorantha, sebbene questo non venne pubblicato fino al 1974.

### Braunstein, Chainmail e Blackmoor

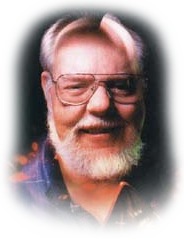
Dave Arneson

Alla fine degli anni sessanta Dave Wesely, giocatore di wargame tridimensionali storici, preoccupato dal fatto che le battaglie più grosse tendessero sempre nel risolversi in dispute sulle regole, trasse dal regolamento Strategos: The American Game of War, l'idea di un arbitro neutrale al di sopra delle parti che controllasse la distribuzione delle informazioni e decidesse nel caso di discussioni sulle regole. Per testare l'idea organizzò nel 1969 in una convention presso l'Università del Minnesota, una partita ambientata nella cittadina fittizia di "Braunstein" in epoca napoleonica, i giocatori controllavano elementi in avanscoperta degli eserciti che si stavano avvicinando o abitanti della città. Ogni giocatore aveva obiettivi e capacità diverse. Anche se la partita terminò nel caos senza che gli eserciti raggiungessero la città, i giocatori si divertirono molto e chiesero a Wesley di organizzare altre partite simili.. Un simile approccio era stato sviluppato da Michael J. Korns che nel 1968 aveva pubblicato Modern War in Miniature, un regolamento di wargame tridimensionale sulla seconda guerra mondiale in cui ogni giocatore controllava una singola miniatura e il gioco era amministrato da un arbitro.
Wesley organizzò altre tre "Braunstein", ma con un maggior controllo sulle attività permesse ai giocatori, due sempre di ambientazione napoleonica e una quarta ambientata in una repubblica delle banane fittizia, con esercito, polizia segreta, ribelli, studenti rivoluzionari. Altri giocatori cominciarono a gestire "Braunstein", tra questi Dave Arneson che aveva giocato nella prima e nell'ultima dei "Braunstein" originali. Dopo aver provato scenari storici, Arneson sviluppò nel 1971 un'ambientazione heroic fantasy, la baronia di Blackmoor, in cui inizialmente ogni giocatore rappresentava sé stesso trasferito in un mondo medievale dove la magia funzionava. I personaggi-giocatori vennero ritirati quando Arneson prese da Flying Ace, un gioco dedicato a piloti della prima guerra mondiale, l'idea che ogni giocatore avesse un set di personaggi da cui scegliere chi controllare per una data partita, inoltre introdusse il miglioramento dei personaggi: combattendo e sconfiggendo i loro nemici i personaggi miglioravano le proprie abilità, è la nascita dell'"esperienza".
Il concetto di Dungeon nacque quando Arneson presentò uno scenario nel quale i giocatori dovevano salvare una principessa rapita dai sotterranei di Blackmoor Castle. Uno dei giocatori, Dave Megarry, impressionato da come il sotterraneo aveva diretto il flusso dell'avventura, limitando e chiarifiando le scelte tattiche, progettò il gioco Dungeon! che sarà pubblicato nel 1975 dalla non ancora nata TSR. Fino a questo momento Arneson aveva arbitrato le partite senza un set di regole, basandosi solo sul suo giudizio per determinare i risultati delle azioni. Poiché i suoi giocatori cominciarono a richiedere una maggiore uniformità di regole e un sistema di combattimento standard, Arneson si mise alla ricerca di un regolamento da adottare.
La maggior parte dei wargame dell'epoca era basato sulle guerre napoleoniche e sulla guerra di secessione americana, ma c'erano giocatori interessati ad altre epoche, tra cui Gary Gygax e Jeff Perren, di un club di wargame di Lake Geneva, che svilupparono Chainmail, un wargame d'ambientazione medievale pubblicandolo la Guidon Press nel 1971. Chainmail aveva regole relativamente semplici ed ebbe sufficientemente successo da giustificare una seconda edizione corretta nel 1972. Gygax, appassionato di heroic fantasy, aggiunge delle regole per gestire elementi fantasy, come elfi, nani, troll, elementali, hobbit, goblin, ecc. traendoli principalmente dall'opera di J.R.R. Tolkien. Inoltre, aggiunse anche regole per gestire potenti eroi sul campo di battaglia (nel regolamento standard di Chainmail ogni miniatura rappresentava un gruppo di dieci uomini) e una decina di incantesimi (palle di fuoco, fulmini e altro) che potessero influenzare uno scontro.
Arneson aveva già incontrato Gygax ad alcune convention e, essendo in corrispondenza con lui, ricevette una copia dell'espansione fantasy di Chainmail prima della sua pubblicazione e ne adottò il regolamento per la sua campagna di Blackmoor. Blackmoor conteneva ormai tutti gli elementi alla base dei futuri giochi di ruolo fantasy: punti ferita, punti esperienza, livello dei personaggi, classe di armatura, e dungeon crawl. Arneson si recò a Lake Geneva per dimostrare la sua campagna e Gygax intravedendone il potenziale si assunse l'incarico di scrivere un regolamento completo. Dopo due anni di lavoro il regolamento completato venne pubblicato nel 1974 come Dungeons & Dragons dalla Tactical Studies Rules.

### Anni settanta

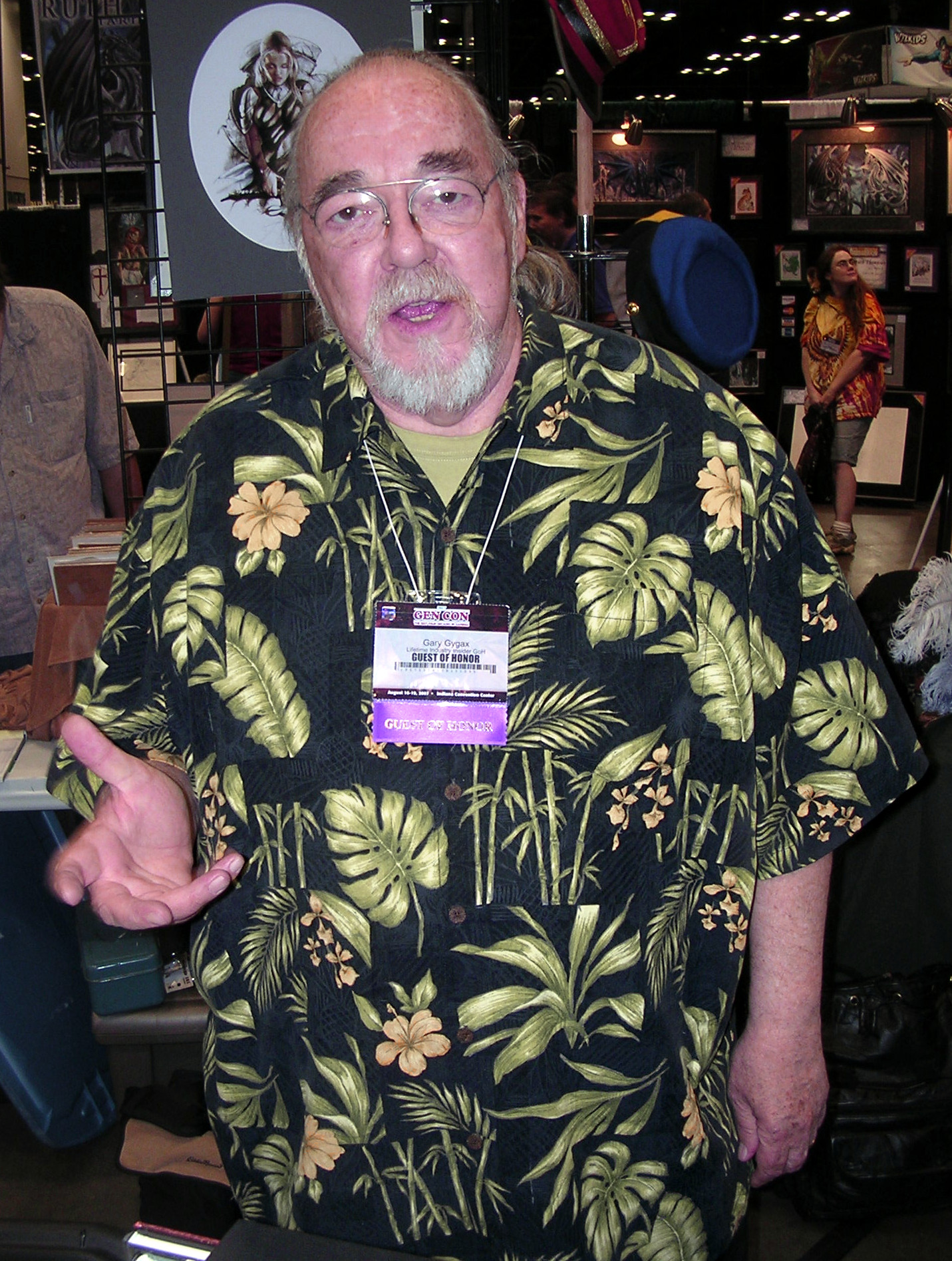
Gary Gygax

La prima edizione di Dungeons & Dragons consisteva di una piccola scatola marrone con tre libretti formato digest, pubblicata come espansione di Chainmail (il sottotitolo era Rules for Fantastic Medieval Wargames Campaign Playable with Paper and Pencil and Miniature Figures, "Regole per campagne wargame fantastiche medievali giocabili con carta, penna e miniature"). La popolarità del gioco crebbe inizialmente lentamente, la tiratura della prima edizione fu di 1 000 copie e occorsero undici mesi per esaurirla, poi man mano che la voce si diffondeva tra i giocatori sempre più rapidamente, la seconda edizione di 5 000 copie si esaurì in cinque mesi e lo stesso per la terza di 3 000 copie. Nel corso degli anni successivi il gioco ebbe diverse revisioni: nel 1977 venne pubblicato il D&D Basic Set, ad opera dello scrittore John Eric Holmes, che rivedeva e unificava i contenuti della prima edizione e dell'espansione Greyhawk, seguita poi dall'edizione del 1981 di Tom Moldvay e infine da quella del 1983 ad opera di Frank Mentzer (generalmente conosciuta come "scatola rossa"), che rimarrà a lungo inalterata e sarà la base di quasi tutte le traduzioni.
Il crescente successo del gioco generò un'industria casalinga e una varietà di prodotti accessori, creando un'industria amatoriale incentrata su questo hobby. Come tutti i giochi di successo D&D generò un gran numero di imitatori e di concorrenti, alcuni dei quali avevano sfacciatamente lo stesso look and feel. Tra i primi concorrenti di D&D si possono citare come appartenenti alla prima generazione di giochi di ruolo: Chivalry and Sorcery (1977), Traveller (1977, il primo gioco di ruolo di fantascienza), Tunnels & trolls (1975), Space Opera (1980) e RuneQuest (1978). Nacquero gruppi di gioco di ruolo dal vivo, convention di gioco organizzate e riviste come Dragon dedicate al nuovo hobby.
Nel 1977 viene pubblicato Superhero 2044, il primo gioco di ruolo supereroistico, ma il sistema di regole non riscontra particolare successo e due anni più tardi viene eclissato da Villains & Vigilantes.
Tra il 1977 e il 1979 la TSR lanciò Advanced Dungeons & Dragons (AD&D) (retroattivamente ribattezzato AD&D 1st Edition dopo il debutto di AD&D 2nd Edition nel 1989). Questo ambizioso progetto espanse le regole base con tre manuali a copertina rigida (Player's Handbook, Dungeon Master's Guide e Monster Manual), che furono seguiti da ulteriori manuali a copertina rigida tra il 1980 e il 1988 che espansero ulteriormente le regole, classi e mostri disponibili. Moduli opzionali nella forma di piccoli libretti offrivano avventure già pronte. La prima edizione della Dungeon Master's Guide pubblicata nel 1979 includeva una lista raccomandata di venticinque autori.
In Inghilterra il gioco di ruolo si diffonde grazie soprattutto all'opera di Steve Jackson e Ian Livingstone fondatori della Games Workshop, che iniziarono a importare già dal 1975 Dungeons & Dragons e successivamente per motivi economici a ristampare su licenza in Inghilterra (era meno costoso ristampare dei manuali piuttosto che importarli dagli Stati Uniti) numerosi giochi di ruolo, tra cui Traveller, Call of Cthulhu e RuneQuest, e continuando con i nuovi regolamenti che uscirono negli anni successivi fino alla fine degli anni novanta, quando la Games Workshop iniziò a concentrarsi esclusivamente sui suoi wargame tridimensionali, soprattutto Warhammer 40.000 e Warhammer Fantasy Battle.

### Anni ottanta
I riferimenti letterari e mitologici aiutarono ad attrarre nuovi appassionati al gioco. Il successo fu una benedizione a metà per la TSR: problemi di violazione di copyright afflissero del manuale Deities and Demigods. Emerse una controversia che attirò l'attenzione pubblica e migliorò le vendite, ma stigmatizzò anche il gioco. La compagnia si espanse drammaticamente arrivando al picco di 350 impiegati nel 1982, ma per aprile 1984 erano scesi a un centinaio.
Entrarono in scena nuovi editori, come la Chaosium (RuneQuest, 1978, e Il richiamo di Cthulhu, 1981), la Iron Crown Enterprises (Rolemaster, 1980), la Palladium (Palladium Fantasy Role-Playing Game, 1983), la Victory Games (James Bond 007, 1983) e la West End Games (Paranoia, 1984). Questi giochi erano tutti basati su un sistema caratteristiche/abilità come introdotto da Traveller.
I giochi di ruolo iniziarono a influenzare altri media. Un nuovo genere di videogiochi basato sui giochi di ruolo iniziò a comparire sui primi mainframe, cominciando con Akalabeth e Rogue, entrambi pubblicati nel 1980. Nel 1983 venne prodotto un cartone animato basato su Dungeons & Dragons, chiamato anch'esso Dungeons & Dragons.
Iniziarono ad essere realizzati giochi di ruolo basati su proprietà intellettuali concesse in licenza agli editori di giochi, come il Girsa (Iron Crown Enterprises, 1984) ispirato all'universo narrativo del Signore degli Anelli, il già citato Il richiamo di Cthulhu e Stormbringer (Chaosium, 1981), ispirati agli omonimi franchise letterari, Ghostbusters e Guerre stellari - Il gioco di ruolo (West End Game, rispettivamente 1986 e 1987), ispirati agli omonimi franchise cinematografici, o Marvel Super Heroes (TSR, 1984), ispirato ai fumetti della Marvel Comics.
Fino a questo punto ogni gioco era legato a un'ambientazione specifica: per giocare in un'ambientazione fantascientifica e in una fantasy spesso si dovevano imparare due diversi sistemi di gioco. Agli inizi degli anni ottanta la Chaosium aveva pubblicato il Basic Role-Playing, una versione semplificata del regolamento già esistente di RuneQuest, che poteva essere adattata ad altre ambientazioni. Nel 1986, cercando di produrre un singolo sistema di gioco generico che potesse soddisfare i bisogni di tutti i giocatori, la Steve Jackson Games pubblicò GURPS - il "Sistema di Gioco di Ruolo Universale". L'enfasi di GURPS sulla sua "universalità" si dimostrò una tattica di vendita di successo, che lo rese uno dei sistemi di gioco di ruolo più popolari negli anni novanta.
GURPS e Champions introdussero anche il game balance tra i personaggi nel gioco di ruolo, a differenza di Dungeons & Dragons in cui personaggi giocanti venivano generati casualmente basandosi sui risultati dei dadi, in GURPS (e altri sistemi) i giocatori ricevono un certo numero di punti da spendere per comprare attributi, abilità, vantaggi speciali per i propri personaggi e possono accettare svantaggi o attributi particolarmente bassi in cambio di punti aggiuntivi da spendere
Il mercato venne saturato da numerosi regolamenti, sistemi di gioco, moduli di avventura e altro materiale che affollava gli scaffali dei negozi specializzati. Il gioco più importante continuava a essere Dungeons & Dragons, che era però cresciuto in una massa di regole coerenti ed incoerenti, spiegate in più di quattordici volumi diversi. Pertanto nel 1989 venne pubblicata la seconda edizione di Advanced Dungeons & Dragons che riallineava e semplificava la situazione, eliminando molte incoerenze. Questa edizione ridusse i prestiti letterari per ridurre i problemi di copyright, grazie anche alla pubblicazione di diverse ambientazioni ufficiali per il gioco, che permettevano di utilizzare creature, oggetti e situazioni originali. Artefatti sopravvissuti a questa eredità furono il diffuso uso di personaggi di ispirazione tolkieniana e la persistenza del termine vorpal, preso in prestito dal poema di Lewis Carroll, Jabberwocky per la spada magica più potente della prima edizione.

#### Il gioco di ruolo si diffonde all'estero
Le traduzioni permisero all'hobby di espandersi in altre nazioni.
In Italia, il gioco di ruolo ha sempre dimostrato una forte vitalità creativa. La prima citazione di un gioco di ruolo sulla stampa italiana è di Giampaolo Dossena  e Raffaele Rinaldi in un supplemento de L'Espresso, viene pubblicata una fanzine dedicata (La voce del drago) e i primi giochi di ruolo vengono importati dagli importatori di wargame. Nel 1982 Marco Donadoni pubblica per l'International Team il gioco da tavolo VII Legio, che presenta comunque alcuni aspetti narrativi dei giochi di ruolo. A Morino si svolge il 31 dicembre 1983 il primo torneo italiano di Dungeons & Dragons. Quando nel 1985 l'Editrice Giochi pubblicò la traduzione italiana di Dungeons & Dragons, a cura di Giovanni Ingellis, già esistevano giochi di ruolo originali italiani, a partire da I Signori del Caos di Giovanni Maselli, Auro Miselli e Franco Tralli (Black-Out, 1983), subito seguito da Kata Kumbas di Agostino Carocci e Massimo Senzacqua (Bero Toys, 1984). Sono poi uscite decine di altri titoli in italiano, sia ideati da autori della penisola che traduzioni di giochi esteri, diversi dei quali pubblicati da grossi editori a distribuzione nazionale.
Traveller venne tradotto in giapponese nel 1984, rapidamente seguito da Dungeons & Dragons nel 1985. Nuovi regolamenti cominciarono ad apparire fuori dagli Stati Uniti, come Midgard (1981) e Uno sguardo nel buio (1984) in Germania, Drakar och Demoner (1982) in Svezia, Warhammer Fantasy Roleplay (1986) nel Regno Unito, Adventurers of the North, Kalevala Heroes (1989) in Finlandia e Enterprise: Role Play Game in Star Trek (1983) e Sword World RPG (1989) in Giappone.
Il primo gioco di ruolo a essere tradotto in francese è Dungeons & Dragons nel 1983, seguono Call of Cthulhu (1984), Advanced Dungeons & Dragons (1986) e RuneQuest (1987). Contemporaneamente vengono pubblicati giochi di ruolo originali francesi, Ultime Epreuve (Jeux Actuel, 1983), Legendes celtiques (Jeux Descartes, 1984), Empire Galactique (Laffont, 1984), Mega (Jeux et Stratégie, 1984) e Rêve de Dragon (Nouvelles Éditions Fantastiques, 1985).
Anche in Spagna vennero pubblicati in spagnolo edizioni di Dungeons & Dragons (Dalmau Carles Pla, 1985), Call of Cthulhu (Joc Internacional, 1988), RuneQuest (Joc Internacional, 1988), Middle-earth Role-Playing (Joc Internacional, 1989) and Traveller (Diseños Orbitales, 1989). Giochi di ruolo originali spagnoli non comparvero fino a metà degli anni novanta: Aquelarre (Joc Internacional, 1990) e Mutantes en la sombra (Ludotecnia, 1991) pubblicati in Spagna e Laberinto pubblicato in Messico nel 1998.

### Anni novanta

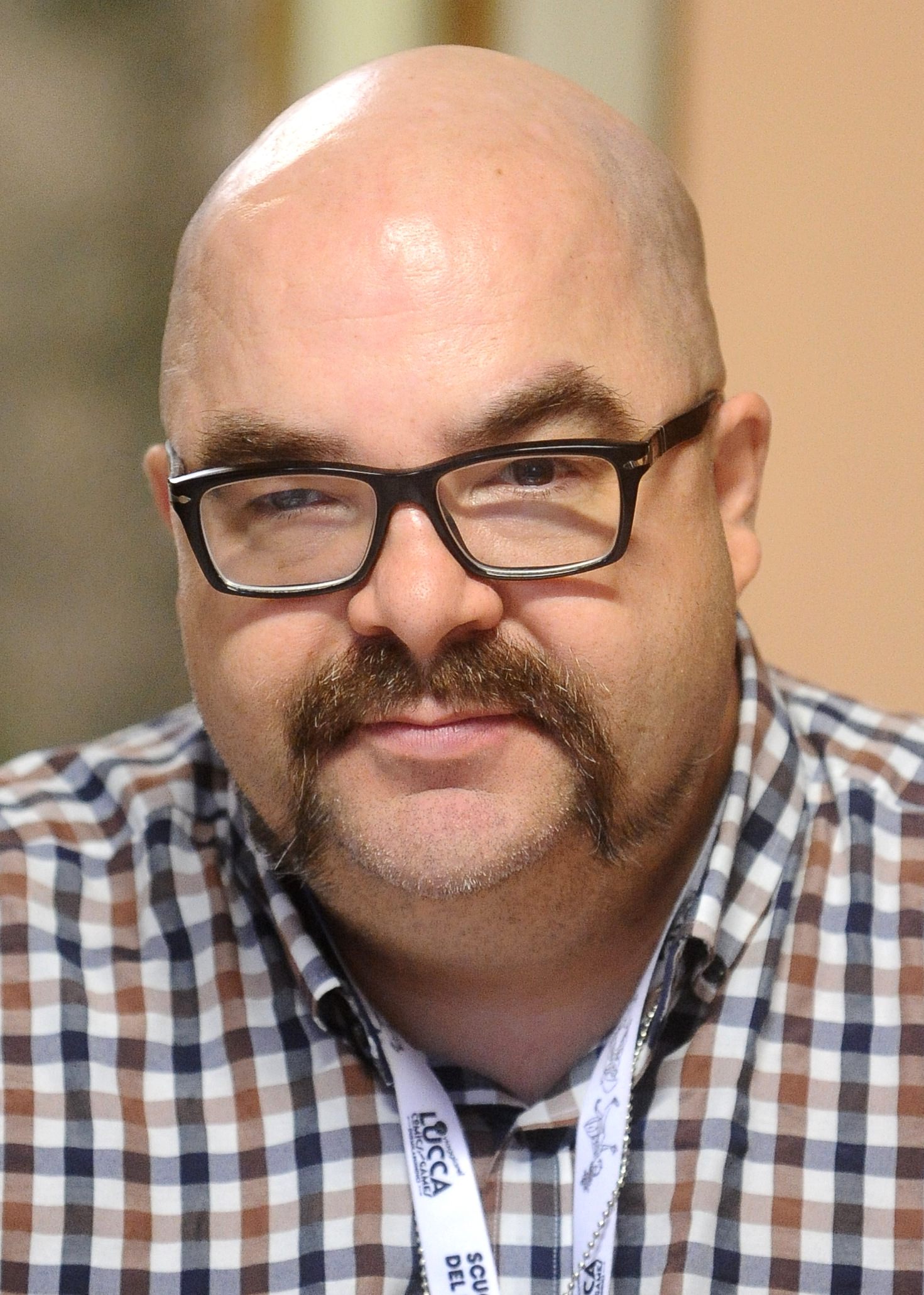
Mark Rein·Hagen, autore di Vampiri: la masquerade

Fu una decade innovativa durante la quale molti nuovi giochi di ruolo invasero i mercati. La Lion Rampant, che aveva pubblicato Ars Magica (1988), un gioco di ruolo che enfatizzava la caratterizzazione del personaggio e la narrazione rispetto alle meccaniche di gioco e al combattimento, si fuse con White Wolf Magazine dando vita alla White Wolf, che adottò lo stesso approccio per il proprio gioco Vampiri: la masquerade (1991) di genere horror gotico, la cui ambientazione faceva appello all'allora crescente movimento gotico e che si prestava bene anche al gioco di ruolo dal vivo. Vampiri: la masquerade fu un enorme successo e divenne probabilmente il gioco di ruolo più popolare dopo D&D, generando un enorme numero di spinoff conosciuti collettivamente come Mondo di Tenebra.
La caduta del comunismo permise all'hobby di diffondersi ulteriormente. Fu pubblicata una rivista polacca di giochi di ruolo, Magia i Miecz (Magia e Spada), seguita presto da diversi giochi di ruolo polacchi, e successivamente da giochi di altri paesi postcomunisti.
Nel 1993, Peter Adkison e Richard Garfield, laureando in matematica all'Università della Pennsylvania, pubblicarono il primo gioco di carte collezionabile con un'ambientazione fantasy reminescente del gioco di ruolo intitolato Magic: l'Adunanza. Il gioco ebbe un grande successo e la sua casa editrice, la Wizards of the Coast (WotC) si espanse enormemente. L'improvvisa comparsa ed estrema popolarità di Magic colse le altre case editrici di giochi di sorpresa, e molte pubblicarono propri giochi di carte collezionabili cercando lo stesso successo di Magic. Per un certo periodo, alcuni pessimisti pronosticarono la fine dei giochi di ruolo come hobby serio, sebbene alla fine, quando le acque si calmarono, il gioco di ruolo continuasse a prosperare – seppur con difficoltà.
In questo periodo si assistette anche all'avanzare della tecnologia computerizzata che portò il mondo del gioco di ruolo verso nuove frontiere. I videogiochi di ruolo erano già diffusi nel mondo del computer, ma generalmente offrivano esperienze di gioco molto lineari, più tattiche che interpretative. Comunque, con la proliferazione di personal computer e la possibilità di giocare giochi online su Bulletin board system (BBS) o altre reti, spesso in realtà gestite da fan e senza collegamenti con gli editori di giochi di ruolo, preparò la strada ai MUD, MMORPG e ai giochi via e-mail. L'uso di materiali coperti da copyright o di nomi coperti da trademark in queste realtà portò era spesso malvisto dai detentori delle relative proprietà intellettuali, e problemi sull'uso di questo materiale si erano già manifestati alla fine degli anni ottanta con la TSR e prima con la Mayfair Games, editrice della linea di supplementi Role-Aids e quindi contro i condivisori di file.
Con il tempo e il denaro dei giocatori diviso in tre parti l'industria del gioco di ruolo declinò. Comparvero su Dragon Magazine e altre riviste dedicati ai giochi di ruolo articoli che presagivano "la fine del gioco di ruolo", dato che l'interazione faccia a faccia veniva spesa giocando a Magic. Per il 1995 La TSR era stata superata sia dalla Games Workshop che dalla Wizards of the Coast in termini di volumi di vendita. I suoi tentativi di entrare nel mercato dei giochi collezionabili, in particolare, con Dragon Dice, non ebbero successo. Allo stesso tempo tentò di promuovere aggressivamente le sue linee di romanzi, pubblicandole molti più del solito, ma alla fine dell'anno la Random House (principale distributrice dei prodotti della TSR) ritornò merce invenduta per milioni di dollari facendo entrare in crisi finanziaria la TSR, che venne infine acquistata dalla Wizards of the Coast nel 1997. La Wizards of the Coast divenne a sua volta una divisione della Hasbro nel 1998, dopo essere stata acquistata per una cifra stimata in 325 milioni di dollari.
Per il 1994 grazie alla crescente diffusione di Internet i fan del gioco iniziarono a condividere online articoli e materiale creato da loro e la TSR iniziò una politica aggressiva di cause legali contro chiunque condividesse online materiale su AD&D, chiedendo che il materiale venisse ritirato dalla rete, in alcuni casi anche contro siti che rendevano disponibile materiale su altri giochi di ruolo e non collegato a Dungeons & Dragons. Questa politica continuò causando l'ira dei fan del gioco fino alla chiusura della TSR e la sua cessione alla Wizards of the Coast.
Nel frattempo si stavano sviluppando riflessioni critiche e teoriche sulla teoria dei giochi di ruolo. Nel 1994-95 Inter*Active, (successivamente ribattezzata Interactive Fiction) pubblicò una rivista dedicata allo studio dei giochi di ruolo. Alla fine degli anni novanta, una discussione sulla natura dei giochi di ruolo sul newsgroup rec.games.frp.advocacy generò il triplice modello. Dalla comunità scandinava di giocatori di ruolo emersero diversi posizioni ideologiche sulla natura e sulla funzione dei giochi di ruolo, e si iniziarono a tenere con regolarità conferenze accademiche dette knutepunkt, a partire dal 1997.
Negli anni novanta vedono in Italia la nascita di numerose riviste specializzate. Fra queste, le principali furono Rune, prima rivista italiana di gioco di ruolo fantasy e di fantascienza a essere pubblicata in edicola, e Kaos nell'ottobre 1991, che diventerà per alcuni anni la testata di riferimento dell'intero settore.

#### Giochi di ruolo gratuiti
I giochi di ruolo gratuiti sono regole, sistemi e manuali che vengono condivisi, molto spesso direttamente dagli autori, tramite Internet e sono quindi indipendenti dagli editori. Il metodo di condivisione e il supporto varia in base a molti fattori, spesso determinati dalle possibilità tecnologiche, come il formato del manuale (dal testo al pdf), il tipo di hosting e i programmi di editing, diventati negli anni 2010 più diffusi e accessibili rispetto agli albori di Internet.
Fin dal 1992 si discute, su Internet, di sistemi fatti in casa, segnalando che il tentativo, riuscito o meno, di costruire propriamente un gioco di ruolo è presente da prima dell'era digitale, portando a sperimentazioni piuttosto ardite per l'epoca, come quella dell'assenza di un master.
Si può trovare traccia di avvenute auto-pubblicazioni on-line già nello stesso anno 1992, ma naturalmente più si va indietro nel tempo e inferiore sarà la qualità del supporto: giochi risalenti ai primi anni di Internet venivano condivisi in rete come semplici file testuali o addirittura come post all'interno dei newsgroup.
Sempre negli anni novanta nascono siti specifici che raccolgono link e descrizioni a giochi gratuiti, alcuni di questi contenevano descrizioni e link a centinaia di regolamenti gratis di tutto il mondo. Risale al 17 novembre 1992 il post di Steffan O'Sullivan nel quale propone un primordiale scheletro di gioco freeform, SLUG (Simple, Laid-back Universal Game) e che con la collaborazione di altri frequentatori di rec.games.design si evolse in Fudge e dal quale a sua volta discenderà nel 2003 Fate. In Italia la condivisione di regolamenti gratis segue sempre le regole di Internet, esattamente come all'estero: i primi regolamenti gratuiti possono essere datati intorno alla metà degli anni novanta e anche in Italia esistono siti che fin da allora promuovono il gdr gratis. Nel 1997 anche la rivista Kaos, parlando di alcuni siti Internet fece una veloce recensione di un GdR gratis in italiano, sottolineando come senza spendere nulla si potesse avere a casa un GdR di una certa qualità.

### Ventunesimo secolo
Constatando che le vendite dei supplementi dei regolamenti vendevano molto meno che i libri base necessari per il gioco, Ryan Dancey brand manager di Dungeons & Dragons per la Wizards of the Coast diresse l'impegno di licenziarne la nuova edizione mediante il "d20 System Trademark", permettendo ad altre compagnie di supportare il d20 System mediante un'unica identità di marchio. Questo era distinto dalla Open Gaming License, che permetteva di produrre opere composte o derivate dal materiale designato come Open Game Content. Editori professionisti e non poterono quindi pubblicare modifiche o supplementi al sistema senza pagare per l'uso delle proprietà intellettuali associate, che restavano di proprietà della Wizards of the Coast.
Questa operazione permise di distribuire il costo di supportare il gioco, incrementando le vendite dei manuali base, che potevano essere venduti solo dalla Wizards of the Coast. Le nuove regole di D&D divennero note come d20 System, e venne pubblicato un System Reference Document (SRD), contenente le regole necessarie per scrivere un supplemento o gestire una partita a breve termine, ma prive delle regole per gestire l'avanzamento dei personaggi a lungo termine. Il movimento open gaming godette di grande successo, anche se non mancarono le critiche, e furono pubblicati molti giochi con il marchio "d20 System".
Una conseguenza imprevista da Dancey del d20 System è di aver dato possibilità dei nostalgici delle vecchie edizioni dei regolamenti di ricrearli sfruttando la Open Gamin License ma riscrivendo le regole, dando nascita al movimento della Old School Renaissance e alla produzione dei retrocloni.
Inoltre la Open Gamin License diede modo anche alla Paizo Publishing (casa editrice che produceva prodotti legati a Dungeons & Dragons) di creare un proprio gioco di ruolo basato sul d20 System. In contemporanea all'uscita della quarta edizione di D&D venne pubblicata la versione beta di quello che diverrà Pathfinder Roleplaying Game un gioco compatibile con l'estesa mole di espansioni disponibili per D&D 3.5.
Ad ogni modo negli anni recenti, Dungeons & Dragons ha dominato economicamente questo mercato hobbistico. Grazie a una pesante attività di marketing, D&D, insieme a linee di prodotti sussidiari compatibili prodotte da altri editori, ha composto oltre il 50% delle vendite dei giochi di ruolo (dati del 2002).

#### Giochi indie
All'inizio del 2000 sono sorte comunità in internet che hanno affrontato i GdR da un punto di vista critico. Principale tra queste è stata il forum di The Forge, attivo tra il 2000 e il 2012. I partecipanti discutevano dei giochi che stavano sviluppando, sia dal punto di vista del progetto, sia su come produrli e pubblicarli. Altre discussioni erano incentrate sullo sviluppo di teorie sul gioco di ruolo e questo sulla base principalmente del seminale saggio System Does Matter di Ron Edwards, portò allo sviluppo di modelli teorici, come la teoria GNS o il Big Model, e sulla base di questi nuovi approcci all'hobby. Ciò era dovuto dall'esigenza di ridefinire le meccaniche, i ruoli dei giocatori e la loro autorità sul piano creativo e narrativo. Si sono sviluppati così giochi di ruolo talora autodefinitosi indipendenti (indie).
Rispetto ai giochi di ruolo tradizionali, questi giochi (alcuni esempi sono: Cani nella vigna; Avventure in prima serata; Dungeon World; Non cedere al sonno; Lovecraftesque; Sorcerer; Donjon e La mia vita col padrone) si differenziano sia per la notevole varietà di regole e di tecniche narrative utilizzate, sia per un diverso approccio al gioco, alle sue finalità e alle tematiche da esso affrontate. La figura del master tende a differenziarsi in misura più o meno marcata da quella classica. Il suo ruolo viene ridefinito, principalmente in quanto la sua autorità e l'ambito in cui si muove vengono ora delimitati dalle regole, contrariamente a quanto accade nei giochi tradizionali dove, la figura del Master, ha la responsabilità di interpretare il regolamento e applicarlo, a volte, in maniera arbitraria, se questo aiuta a migliorare l'esperienza di gioco del gruppo. Di fatto egli diventa dunque un giocatore allo stesso livello degli altri e, in alcuni giochi, come per esempio Fiasco o Un penny per i miei pensieri, non è nemmeno prevista la presenza di una figura simile e le sue funzioni vengono ripartite all'interno del gruppo e definite scena per scena.
Esistono diverse definizioni di cosa si richiede a un gioco per essere definito "indie". Alcune richiedono che gli elementi commerciali, di progetto o concettuali del gioco rimangano sotto il controllo dell'autore, altre che semplicemente sia creato al di fuori di un ambiente corporativo. Altre ancora fanno semplicemente riferimento alle teorie succitate facenti parte del corpus definito Big Model.
L'avvento del print on demand e della pubblicazione in formato ebook, ha reso possibile agli autori indie la produzione di giochi estremamente focalizzati sul progetto e di venderli direttamente al pubblico finale saltando gli intermediari. Gli editori indie tipicamente non hanno relazioni d'affari con negozianti e distributori e vendono i loro prodotti mediante e-commerce o direttamente di persona alle convention di gioco. Comunque alcuni magazzini di spedizione e distributori su piccola scala gestiscono i prodotti indie usando il tradizionale sistema a tre livelli.

## Accoglienza
Il mondo dei giochi di ruolo è stato occasionalmente oggetto di rappresentazioni negative, e ad accuse di connessioni a culti satanici e istigazione al suicidio. Queste reazioni forse hanno origine da una iniziale incapacità, da parte degli osservatori esterni, di distinguere tra la realtà e il coinvolgimento interpretativo durante le sessioni di gioco. Gli errori di giudizio sono stati il principale pregiudizio che, per anni, i giocatori di ruolo hanno dovuto affrontare. Alcuni individui religiosi considerano il gioco di ruolo immorale o irreligioso per varie ragioni, le più comuni delle quali sono la citazione della magia, di divinità di fantasia o riprese da antichi miti, l'utilizzo della violenza e l'uso di poteri sovrannaturali; tutti questi elementi che esistono nel gioco e non vengono comunque confusi con la realtà. Queste accuse sono continuate ben oltre gli anni ottanta fin negli anni novanta. Molti studi che le hanno esaminate hanno generalmente concluso che i giochi di ruolo non paiono incoraggiare i suicidi. Per esempio gli studi condotti da Michael Stackpole mostrano che le percentuali di suicidio fra i giocatori di ruolo sono in realtà inferiori a quelle dei non giocatori. In Italia il suicidio di un giovane studente di Spinea il 25 maggio 1996 venne, dall'avvocato Luciano Faraon, fatto risalire alla passione per i giochi di ruolo e si ebbe un'ondata di articoli di giornale e di servizi televisivi che avvaloravano la sua tesi. Alla conclusione delle indagini, tre anni più tardi, il Pubblico Ministero veneziano Carlo Nordio affermò: «Incolpare i giochi di ruolo sarebbe ingiusto: è come dare la colpa alla nebbia se si ha un incidente mentre si corre in macchina».
La Swedish National Board for Youth Affairs ha pubblicato un rapporto sul Roleplaying as a Hobby ("gioco di ruolo come hobby") che descrive il gioco di ruolo come un passatempo stimolante che promuove la creatività.

### Approfondimenti
1. ↑  Grouling 2010, pag. 6: «Come suggerito dal nome i giochi di ruolo da tavolo sono giocati faccia-a-faccia (generalmente intorno a un tavolo) e i giocatori "recitano" un ruolo. Questa recitazione non è sempre letterale. I giocatori non indossano costumi e non parlano esclusivamente "in personaggio", un punto che differenzia i giochi di ruolo da tavolo dai giochi di ruolo dal vivo (LARP). Invece i giocatori sviluppano i personaggi basandosi su regole e hanno la responsabilità di decidere le azioni dei loro personaggi nel corso del gioco»
2. ↑  Schick 1991, pag. 10 definisce il gioco di ruolo come un gioco che consista di quantified interactive storytelling. Quantified ("quantificata"): le abilità e le azioni dei personaggi devono essere definite in termini di numeri o quantità che possano essere manipolate dalle regole. Interactive ("interattiva"): le decisioni dei giocatori dovrebbero far avanzare la storia e il risultato variare in base alle azioni dei giocatori. Storytelling ("narrazione"): l'obiettivo del gioco di ruolo è di narrare una storia in cui i protagonisti siano i personaggi dei giocatori.
3. ↑  «La varietà di giochi di ruolo rende inerentemente una sfida fornire una descrizione comune. Un ulteriore livello di arricchimento è dato dalla situazione favorevole o difficoltosa in cui il personaggio può trovarsi ad agire (che gli potrà conferire un malus o un bonus), da condizioni temporanee quali alterazioni psicofisiche o effetti magici, o dall'eventuale possesso di oggetti. Comunque tutte le forme di giochi di ruolo, siano essi da tavolo, videogiochi, MMORG o dal vivo, condividono alcune caratteristiche che li distinguono da altri tipi di giochi: una forma di narrativa con delle regole, il controllo di personaggi fittizi, un'ambientazione fittizia e di solito la presenza di un arbitro (umano o programma) e perlomeno un giocatore» in Tychsen 2006, p. 76.
4. ↑  Secondo Tychsen 2006, p. 76: le diverse tipologie di giochi di ruolo condividono questi elementi:
  1. Tutti i giochi di ruolo sono basati su una forma di "narrazione con regole" (storytelling with rules).
  2. Ogni giocatore controlla uno o più personaggi fittizi e li usa per interagire con la realtà fittizia (il mondo di gioco fittizio) in cui si svolge il gioco.
  3. I partecipanti al gioco condividono le premesse dell'ambientazione fittizia, il punto di inizio del gioco, le regole e le proprietà dell'infrastruttura.
  4. Generalmente un partecipante (a volte più di uno) assume il ruolo unico di game master. Nei video-giochi di ruolo questo ruolo è svolto tipicamente dal motore di gioco.
  5. Eccetto per i videogiochi di ruolo sono generalmente giochi multigiocatore perché richiedono almeno un master e un giocatore.»
5. ↑  Il modello a tre livelli è un modello di distribuzione che prevede un editore che vende i suoi prodotti a un distributore il quale a sua volta rifornisce il rivenditore da cui il cliente acquista il gioco.

### Fonti
1. 1 2 3  (EN) John Kim, What is a Role-Playing Game?, su darkshire.net, 20 settembre 2007. URL consultato il 9 settembre 2008 (archiviato dall'url originale il 14 settembre 2008).
2. ↑  (EN) Christopher W. Richeson, Review of Dread, su rpg.net, 3 agosto 2007. URL consultato il 30 giugno 2011.
3. ↑  Ghilardi & Salerno 2007, p. 20.
4. 1 2 3 4  Giuliano 1991, pp. 16-18.
5. ↑  (EN) Greg Porter, Where we've been and where we're going: "Generation 1" games, in Inter*Action, n. 1, 1995. URL consultato il 3 luglio 2011 (archiviato dall'url originale il 29 giugno 2011).
6. 1 2  (EN) Andrew Rilstone, Role-Playing Games: An Overview, in Inter*Action, n. 1, 1994 (archiviato dall'url originale il 23 agosto 2000).
7. ↑  (EN) William Keyes, The Origins of the SCA, su history.westkingdom.org, Ken Mayer, 1980. URL consultato il 7 giugno 2007 (archiviato dall'url originale il 9 giugno 2007).
8. ↑  (EN) Mistress Siobhan Medhbh O'Roarke, Life in the Current Middle Ages: How did the SCA begin?, su sca.org, Society for Creative Anachronism, Inc.. URL consultato il 24 agosto 2008.
9. 1 2 3 4  Wilbur Gray, Playing War: the Applicability of Commercial Conflict Simulations to Military Intelligence Training and Education, (DIA Joint Military Intelligence College, Bolling AFB, DC, 1995), disponibile adattata come Parte I di (EN) Wilbur Gray, What is Wargaming ?, su hmgs.org, Historical miniatures gaming society. URL consultato il 30 giugno 2011 (archiviato dall'url originale il 9 giugno 2007).
10. ↑  Peterson 2012, p. 213.
11. ↑  (EN) Robert Beattie, The Courier's Timeline of the Historical Miniatures Wargaming Hobby, su www-personal.umich.edu. URL consultato il 30 giugno 2011 (archiviato dall'url originale il 21 settembre 2011).
12. ↑   Charles Adiel Lwis Totten, Strategos: The American Game of War, 1880. si trattava di un regolamento per simulazioni di guerra per l'addestramento degli ufficiali dell'esercito
13. ↑  Schick 1991, p. 17.
14. ↑  (EN) Ben Robbins, Braunstein: the Roots of Roleplaying Games, su arsludi.lamemage.com, Ars ludi, 6 agosto 2008. URL consultato il 4 luglio 2011.
15. 1 2 3 4 5 6  Schick 1991, p. 18.
16. ↑  Giuliano 1991, p. 17.
17. ↑  Schick 1991, p. 19.
18. ↑  Schick 1991, p. 20.
19. ↑  Schick 1991, p. 37.
20. ↑  Appelcline 2014, pp. 135-136, 139, 142, 146-147 e 149.
21. ↑  Appelcline 2011, p. 15.
22. ↑  Angiolino 2014, pp. 5-6.
23. ↑  Angiolino 2014, pp. 6-7.
24. ↑  Angiolino 2014, p. 7.
25. ↑  Angiolino 2014, pp. 7-9.
26. ↑  (EN) RPG FAQ from Japan, su trpg.net, 16 marzo 2007. URL consultato il 1º luglio 2011.
27. 1 2 3  Giuliano 1991, p. 20.
28. ↑  (EN) Enterprise: Role Play Game in Star Trek, su rpg.geekdo.com. URL consultato il 13 settembre 2020 (archiviato dall'url originale il 4 marzo 2016)., primo gioco di ruolo giapponese.
29. ↑   Ricard Ibáñez, Aquelarre, juego de rol demoníaco-medieval, Barcelona, Joc Internacional, novembre 1990, ISBN 84-7831-038-X.
30. ↑  (ES) Iglesias Rzón e José Félix, Arriola Fernández Igor, Mutantes en la sombra, Bilbao, Ludotecnia, 1991,, ISBN 84-404-9356-8.
31. ↑   Irma Amézquita e Tonatiuh Moreno Manuel, Laberinto, juego de rol, Guadalajara, Gráfica Nueva de Occidente, 1998, ISBN 968-7822-02-3.
32. ↑  (EN) Shannon Appelcline, Lion Rampart: 1987-1990, su A brief history of game, 3 gennaio 2007. URL consultato il 10 luglio 2011.
33. ↑   Dennis Rodkin, Card sharks - success of card game company Wizards of the Coast - Company Profile, su findarticles.com, ottobre 1996. URL consultato il 5 luglio 2011 (archiviato dall'url originale il 26 maggio 2011).
34. ↑  Stark 2004, p. 209.
35. ↑  Stark 2004, pp. 215-216.
36. ↑  Stark 2004, pp. 216-218.
37. 1 2  Appelcline 2014, p. 102.
38. ↑  Ghilardi & Salerno 2007, pp. 18-19.
39. ↑  (EN) "Homemade Systems", su groups.google.com, 1992.
40. ↑  (EN) MetalMan's Review of GAME, su rpg.net, 20 marzo 2001.
41. ↑  (EN) Free RPGs on the web, su darkshire.net, 1994. URL consultato il 18 ottobre 2018 (archiviato dall'url originale il 26 gennaio 2018).
42. ↑  (EN) Steffan O'Sullivan, Fudge Designer's Notes, su panix.com, 5 gennaio 2011. URL consultato il 1º marzo 2012.
43. ↑  Appelcline 2011, pp. 319-321.
44. ↑   "Max Lambertini Role Playing" [collegamento interrotto], su groups.google.com, 1998.
45. ↑   RolePlaing.it, su roleplaying.it, 1995. URL consultato il 18 ottobre 2018 (archiviato dall'url originale il 7 novembre 2013).
46. ↑   Cyberzippo.zip, in Kaos, n. 42, gennaio 1997,  p. 46.
47. ↑   The d20 System Concept: Frequently Asked Questions, su wizards.com, Wizards of the Coast, 23 dicembre 2004. URL consultato il 6 luglio 2011 (archiviato dall'url originale il 7 marzo 2004).
48. ↑  Appelcline 2014d, pp. 9 e 95-96.
49. 1 2  White 2000, p. 33.
50. ↑  White 2000, p. 124.
51. ↑  White 2000, pp. 33-34.
52. ↑  (EN) "FAQ: 1a. What is an "Indie" Role Playing Game (RPG)?", su indie-rpg-awards.com, Indie RPG Awards, 2006. URL consultato l'11 aprile 2010.
53. ↑  Appelcline 2014a, p. 80.
54. ↑   ' ATTENTI A QUEI GIOCHI SONO PERICOLOSI IN DUE SI SONO UCCISI' - la Repubblica.it, in Archivio - la Repubblica.it. URL consultato il 24 agosto 2018.
55. ↑   Pierangelo Sapegno, I killer sono i giochi di ruolo, in La Stampa, 5 giugno 1996.
56. ↑   Blob di testi sul caso Faraon<, su gdr2.org. URL consultato il 7 marzo 2024.
57. ↑   Role playing as a leisure activity, su ungdomsstyrelsen.se, Swedish National Board for Youth Affairs, marzo 1997 (archiviato dall'url originale il 26 dicembre 2005).